# Apherusa clevei
Apherusa clevei är en kräftdjursart som beskrevs av Georg Ossian Sars 1904. Apherusa clevei ingår i släktet Apherusa och familjen Calliopiidae. Arten är reproducerande i Sverige. Inga underarter finns listade i Catalogue of Life.